# Dasyatis rudis
Espèce
Statut de conservation UICN

 DD  : Données insuffisantes
Dasyatis rudis est une espèce de raie.